# Саут-Патрік-Шорс (Флорида)
Саут-Патрік-Шорс (англ. South Patrick Shores) — переписна місцевість (CDP) в США, в окрузі Бревард штату Флорида. Населення — 6496 осіб (2020).

## Географія
Саут-Патрік-Шорс розташований за координатами 28°11′47″ пн. ш. 80°36′47″ зх. д. / 28.19639° пн. ш. 80.61306° зх. д. (28.196412, -80.613004).  За даними Бюро перепису населення США в 2010 році переписна місцевість мала площу 7,39 км², з яких 3,74 км² — суходіл та 3,65 км² — водойми.

## Демографія
Згідно з переписом 2010 року, у переписній місцевості мешкало 5875 осіб у 2630 домогосподарствах у складі 1692 родин. Густота населення становила 795 осіб/км².  Було 2939 помешкань (398/км²).
Расовий склад населення:
| - 92,8 % — білих - 2,3 % — азіатів - 1,4 % — чорних або афроамериканців - 0,5 % — корінних американців - 0,1 % — вихідців з тихоокеанських островів |

До двох чи більше рас належало 2,1 %. Частка іспаномовних становила 5,1 % від усіх жителів.
За віковим діапазоном населення розподілялося таким чином: 16,7 % — особи молодші 18 років, 61,5 % — особи у віці 18—64 років, 21,8 % — особи у віці 65 років та старші. Медіана віку мешканця становила 48,5 року. На 100 осіб жіночої статі у переписній місцевості припадало 99,6 чоловіків;  на 100 жінок у віці від 18 років та старших — 96,9 чоловіків також старших 18 років.
Середній дохід на одне домашнє господарство  становив 100 338 доларів США (медіана — 64 760), а середній дохід на одну сім'ю — 120 769 доларів (медіана — 91 250). Медіана доходів становила 58 750 доларів для чоловіків та 47 665 доларів для жінок. За межею бідності перебувало 9,5 % осіб, у тому числі 14,6 % дітей у віці до 18 років та 4,2 % осіб у віці 65 років та старших.
Цивільне працевлаштоване населення становило 3047 осіб. Основні галузі зайнятості: науковці, спеціалісти, менеджери — 18,5 %, роздрібна торгівля — 16,4 %, освіта, охорона здоров'я та соціальна допомога — 14,8 %.